# Dorschvilla
Die Dorschvilla ist ein geschichtsträchtiges Gebäude in Schörfling am Attersee, das längere Zeit im Besitz der Schauspielerin Käthe Dorsch war. Sie steht in der Weyregger Straße 11, nahe dem Käthe-Dorsch-Weg.

## Geschichte
Der Wiener Hotelier Alois Heger erwarb etwa 1922 ein Grundstück in Schörfling und gab den Bau einer Villa in Auftrag. Vom Architekten ist bekannt, dass er Weber hieß und aus Wien stammte. 1936 wurde der Sohn Ferdinand Heger Eigentümer des Hauses. Die Schauspielerin Käthe Dorsch kaufte 1938 die Villa. Nach dem Zweiten Weltkrieg bot das Haus einigen prominenten Freunden der Dorsch mehr oder weniger lange Quartier. Zu ihnen zählten Karl Böhm, Heidemarie Hatheyer, Heinz Fischer-Karwin und Max Lorenz. Die Freundschaft zu Elisabeth Schwarzkopf, die auch hier wohnte, führte gemeinsam mit den Bemühungen der Dorsch dazu, dass ab 1947 die Kammerer Schlosskonzerte wieder stattfinden konnten. Nach dem Tod der Käthe Dorsch verblieb die Villa im Besitz der Familie. Der Besitz ging im Jahr 1961 an Zamfira Dorsch, Käthes Schwägerin.

## Heutige Nutzung
1962 wurde die Villa an Käthe und Albin Zwach verkauft. Sie renovierten und modernisierten die Villa. Käthe Zwach erweiterte die Garage um einen Wintergarten und eröffnete 1989 eine Galerie, die sie jeweils im Sommer öffnete. 2005 wurde ein Galerieneubau nach Entwürfen von Hannes Rohringer aus Seewalchen am Attersee errichtet.
Es fanden seit der Galeriegründung Ausstellungen von Christian Ludwig Attersee, Paul Flora, Alfred Hrdlicka, Adolf Frohner und vielen anderen Künstlern statt. In Zusammenarbeit mit Alfred Weidinger wurden 1999 die Ausstellung Gustav Klimt und 2003 Oskar Kokoschka realisiert. Im Jahr 2020 wurde die Galerie von Petra Seiser übernommen.